# Reformierte Kirche Zug

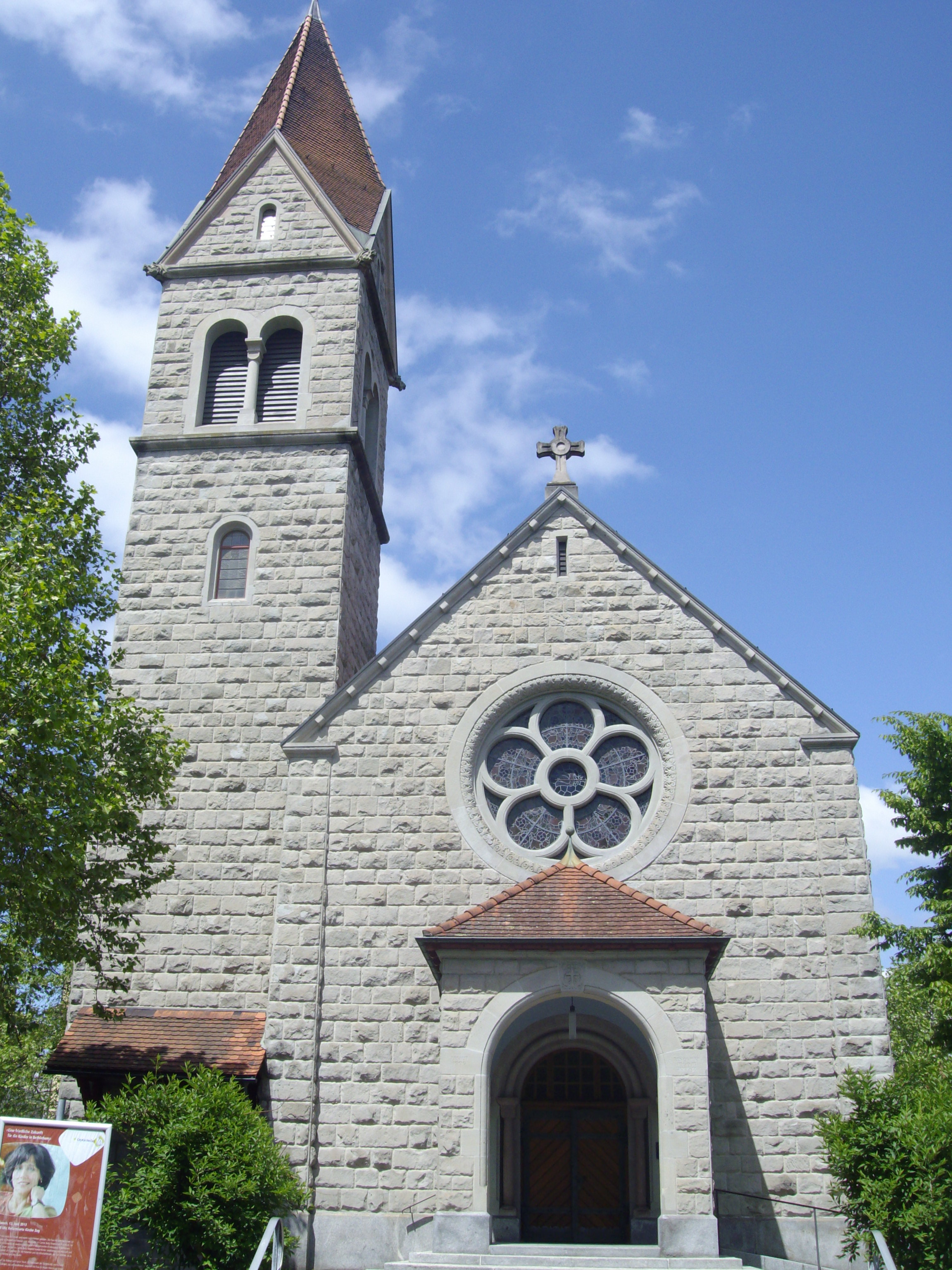
Reformierte Kirche Zug

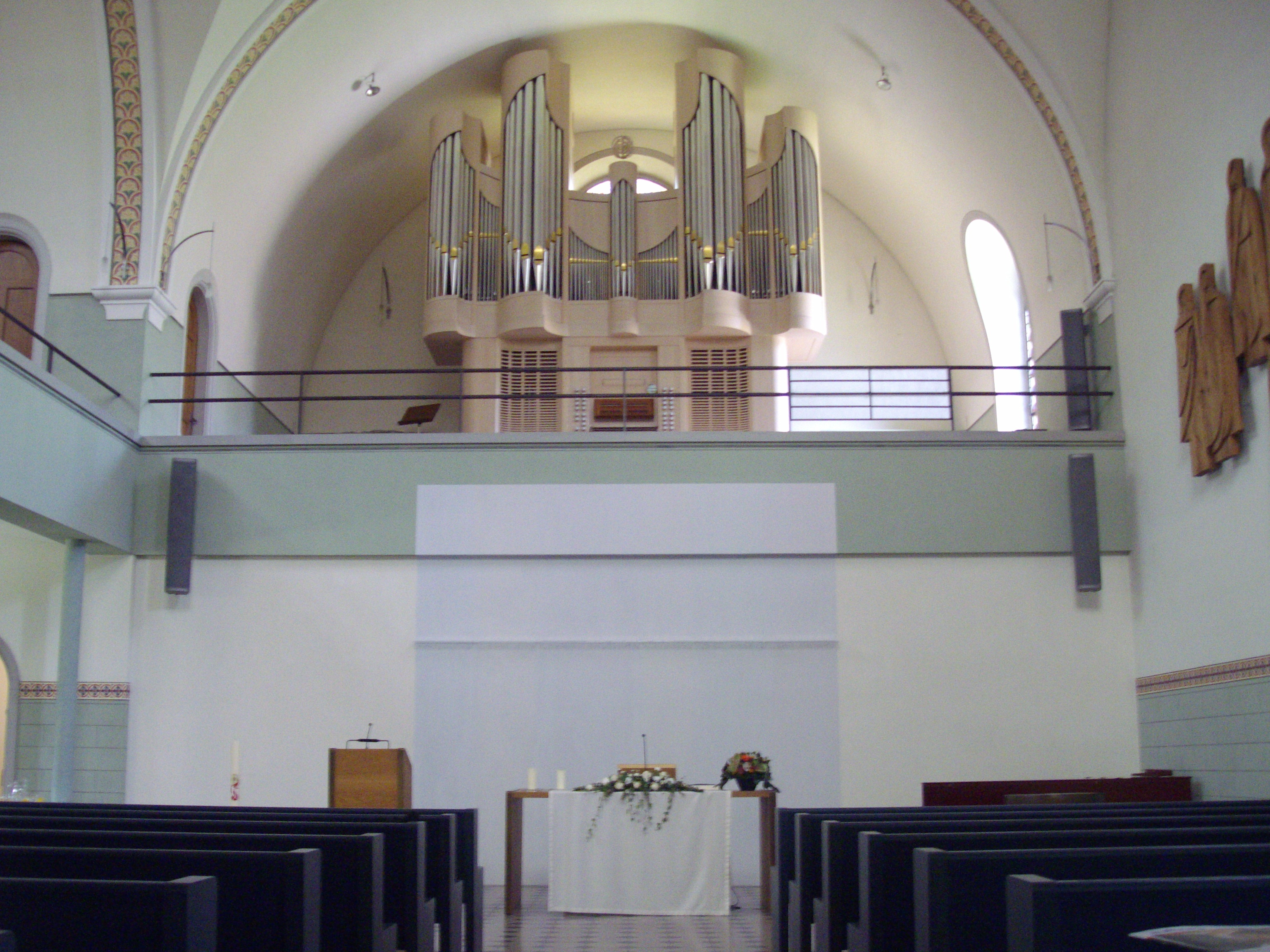
Innenraum

Die reformierte Kirche Zug (auch: CityKircheZug) ist ein Kirchengebäude der Evangelisch-reformierten Kirchgemeinde des Kantons Zug im Zentrum der Stadt Zug.

## Geschichte
Im Kanton Zug bildeten die Reformierten seit jeher eine Minderheit, konnten aber seit der Gründung des Bundesstaates 1848 das Recht auf freie Religionsausübung in Anspruch nehmen. In Baar bestand ab 1867 eine reformierte Kirche, während die reformierten Gottesdienste in der Stadt bis 1900 im gotischen Saal des Rathauses stattfanden und danach in der damaligen Kantonsschule an der St. Oswalds-Gasse. Von den SBB konnte der Zuger Protestanten-Verein im Dezember 1902 auf dem Areal des ersten Zuger Bahnhofs eine Parzelle erwerben. Die Kirche wurde 1904 bis 1906 von Friedrich Wehrli unter Einbezug von Plänen der Architekten Jacques Kehrer und Karl Moser errichtet. Ihre Einweihung fand am 4. Februar 1906 statt.
Von August bis Dezember 1931 wurde die Kirche einer Innen- und Aussenrenovation unterzogen. Dabei wurden «Die Anbetung der Könige» und «Ostermorgen», zwei Ornamentalgemälde von David und Eugène Burnand aus den Jahren 1920/21, neben der Kanzel an der Westwand mit Sandstein ummauert. 1968 wurde der Innenraum mit Blick auf ein hierarchiefreies Kirchenbild komplett umgestaltet. Die schmuckvolle Kanzel unter der Orgel wurde entfernt, die Burnand-Bilder kamen an die Südwand und an der Chorwand wurde das 13-teilige Holzrelief «Jesus und die Jünger» von Walter Haettenschweiler angebracht. Ausserdem wurde die ursprüngliche Kuhn-Orgel durch eine mechanische Orgel von E. F. Walcker & Cie. ersetzt. Diese wurde 1995 wiederum von einer Goll-Orgel abgelöst. Bei der Innenrenovation 2004/05 erhielt der Kirchenraum neue grün-graue Ornamentbänder.
Die Kirche wird seit 2006 nicht nur als Gottesdienstraum, sondern unter dem Titel CityKircheZug auch als Ort der Spiritualität, der Begegnung und der Kultur genutzt. Die katholische Kirchgemeinde beteiligt sich ebenfalls an diesem Projekt.
In Sichtweite der Kirche neben dem Neustadt-Schulhaus befindet sich das reformierte Kirchenzentrum. 1919 kaufte die Kirchgemeinde das 1872 erbaute Haus der Kirschwasser-Gesellschaft und nutzte es als Pfarrhaus. Aufgrund des Sanierungs- und Raumbedarfs wurde das Haus 2010 abgebrochen und bis 2012 ein Neubau erstellt. Im Kirchenzentrum befinden sich die Kirchenverwaltung des Bezirks Zug Menzingen Walchwil, mehrere kantonalkirchliche Stellen, Räume für Erwachsenen- und Jugendarbeit sowie eine Privatschule für hochbegabte Kinder.

## Beschreibung
Die Kirche orientiert sich architektonisch am Wiesbadener Programm, wobei nur drei der vier üblichen Kreuzarme ausgeführt wurden: Auf der Nordseite fehlt ein Kreuzarm. Der Aussenbau aus Rustika-Mauerwerk besticht durch eine schlichte neuromanische Fassadengestaltung. Ein Radfenster ziert die Hauptfassade. Der Turm mit seinem zeltförmigen Turmhelm weist eine für den Übergang von der Romanik zur Gotik typische Form auf.
Im 1968 renovierten Innenraum befindet sich eine schlichte Liturgiezone ohne Kanzel. Eine Darstellung von Christus im Kreise der zwölf Apostel an der Nordwand als Holzreliefs stammt von Walter Haettenschweiler. Die Emporen können über Treppenhäuser ausserhalb des Kirchenraums erreicht werden. Auf der westlichen Empore erhebt sich die Orgel der Firma Goll (Luzern) aus dem Jahr 1995 mit drei Manualen und 35 Registern. Der schlichte Innenraum wird durch die mit Ornamentalmalereien verzierten Gurten über dem Emporen aufgelockert. Die moderne flexible Bestuhlung erlaubt eine vielseitige Nutzung des Kirchenraums.
Zur Einweihung 1906 erhielt einen eisernen Glockenstuhl mit drei Glocken, die seither durch drei weitere Glocken von H. Rüetschi ergänzt wurden. 1997 wurde der Glockenstuhl ersetzt.